# Csátalja

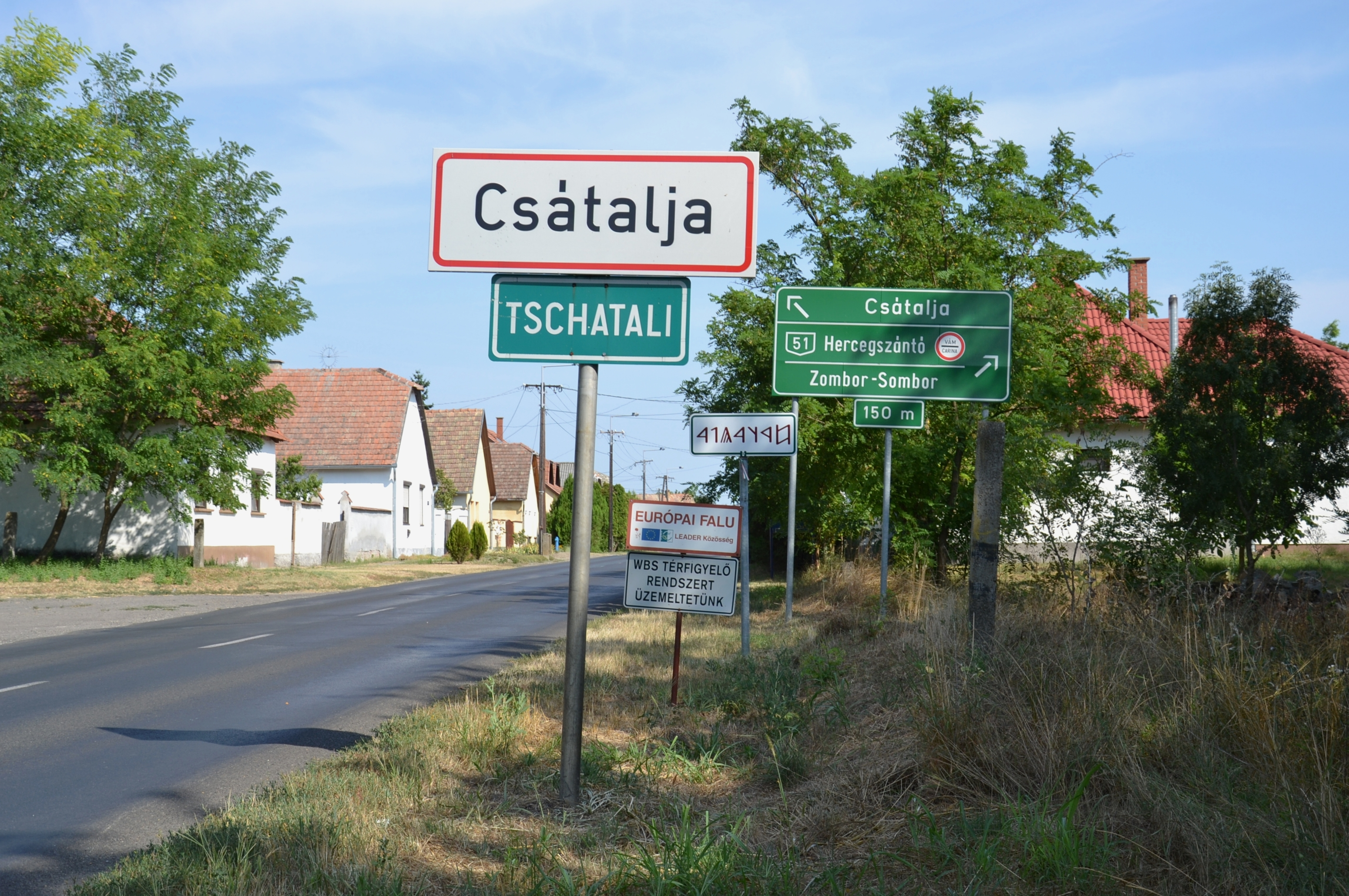
Dwujęzyczna tablica przy wjeździe do miejscowości

Csátalja (niem. Tschatali; chorw. Čatalija, Četalija) – wieś i gmina w południowej części Węgier, w pobliżu miasta Baja, przy granicy z Serbią.
Miejscowość leży na obszarze Wielkiej Niziny Węgierskiej, w komitacie Bács-Kiskun, w powiecie Baja. Gmina liczy 1557 mieszkańców (2009) i zajmuje obszar 39,05 km². 97% mieszkańców zadeklarowało się jako Węgrzy, a 6,4% jako Niemcy.